# Baghlan
Baghlan (dari, paszto: بغلان, Baghlān) – miasto w północno-wschodnim Afganistanie, w prowincji Baghlan, położone w pobliżu rzeki Kondoz, na terenie Hindukuszu, ok. 500 m n.p.m. W 2010 roku miasto liczyło 76 409 mieszkańców.
Ważną rolę w gospodarce miasta stanowią uprawy buraków cukrowych oraz bawełny oraz związany z nimi przemysł.